# Joel Roca
Joel Roca Casals (Camprodón, 7 de junio de 2005) es un futbolista español que juega como delantero y milita en el Girona F. C. de la Primera División de España.

## Trayectoria
Se formó en la cantera del Girona F. C. desde la temporada 2019-20 en edad cadete. En la 2022-23 jugó cinco partidos con el primer equipo en la Primera División y el 20 de agosto de 2024 fue cedido al C. D. Mirandés para que compitiera en la Segunda División.

## Clubes
| Club                    | País   | Año       |
| ----------------------- | ------ | --------- |
| Girona F. C. "B"        | España | 2021-2024 |
| Girona F. C.            | España | 2024-act. |
| C. D. Mirandés (cedido) | España | 2024-2025 |